# لمس‌شده توسط فرشته
لمس‌شده توسط فرشته (انگلیسی: Touched by an Angel) یک مجموعه تلویزیونی درام محصول ایالات متحده آمریکا است که نخستین بار در ۲۱ سپتامبر ۱۹۹۴ از شبکه سی‌بی‌اس پخش شد و تا پایان آن در ۲۷ آوریل ۲۰۰۳، در قالب ۲۱۱ قسمت در ۹ فصل ادامه یافت. این مجموعه توسط جان ماسیوس ساخته شده و تهیه‌کنندگی اجرایی آن را مارتا ویلیامسون بر عهده داشته است. در این مجموعه، رما دونی نقش فرشته‌ای به نام مونیکا را ایفا می‌کند و دلا ریس در نقش ناظر او، تس ظاهر می‌شود. در طول مجموعه، مونیکا مأمور است پیام‌ها و راهنمایی‌های الهی را به انسان‌هایی که در برهه‌های بحرانی زندگی خود قرار دارند، منتقل کند. از فصل سوم به بعد، اغلب فرشته‌ای به نام اندرو (با بازی جان دای) که فرشته مرگ است و نخستین‌بار به صورت شخصیتی دوره‌ای در فصل دوم ظاهر شد، نیز به آن‌ها می‌پیوندد.